# 가와치나가노시
가와치나가노시(일본어: 河内長野市)는 일본 오사카부 남동부에 있는 시로 예전에는 미나미카와치군에 속했다. 과거 구스노키씨의 땅이었다.
오사카 도심까지 약 30분, 간사이 국제공항까지는 약 1시간 거리로 교통이 편리한 곳에 있으면서 시를 둘러싸는 산맥은 장관으로 시내에 있으면서도 대자연을 만끽할 수 있어서 시가 된 이후에 많은 사람들이 가와치나가노 시내에 주택 등을 구입했다. 또 이쑤시개 산지로도 알려져 있어 일본에 판매되는 이쑤시개 대부분이 이곳에서 생산되고 있다.
근처의 지하야아카사카촌과 재정난으로 편입 합병을 요청해 2007년 5월에 합병 협의회를 설치했지만, 2009년 8월 14일에 열린 지하야아카사카촌의회의 합병특별위원회에서 반대 의견이 잇따르면서 합병은 철회되었다.

## 지리
남쪽에 이즈미 산맥이 있다. 이즈미 산맥 방향으로 나라현과 와카야마현이 있고 나라현 쪽은 고조시, 와카야마현 쪽은 하시모토시와 이토군 가쓰라기정에 각각 접한다. 가와치나가노시는 북쪽을 정점으로 하는 삼각형 모양을 하고 있다. 오사카부에서 3번째로 넓은 면적을 가지고 있다. 면적의 70%는 삼림으로 이시카와강이나 이와미강 등 하천가에 평야가 열려 있고 북쪽을 향해 가와치 평야와 이어진다. 시역의 대부분은 사암 지대이고 비옥한 토양과 내륙성의 습윤 온난한 기후와 함께 벼와 야채, 과수의 재배에 적절하다고 여겨진다.

### 인접한 자치체
- 사카이시(미나미구), 이즈미시, 오사카사야마시, 돈다바야시시, 미나미카와치군 지하야아카사카촌
- 나라현 고조시
- 와카야마현 하시모토시, 이토군 가쓰라기정

## 역사
- 1889년 4월 1일 - 정촌제 시행으로 니시고리군 나가노촌이 성립하였다.
- 1896년 4월 1일 - 군의 통합으로 미나미카와치군이 성립하였다.
- 1910년 9월 1일 - 나가노촌이 정으로 승격해 미나미카와치군 나가노정이 되었다.
- 1954년 4월 1일 - 나가노정을 포함한 1정 5촌이 합병하면서 오사카부의 18번째 시로 승격해 가와치나가노시가 되었다. 시명은 나가노현 나가노시와의 중복을 피하기 위해 옛 율령국 명칭인 "가와치"를 붙여서 가와치나가노시가 되었다.

## 교통

### 철도
- 난카이 전기 철도 고야선
- 긴키 닛폰 철도 나가노선

### 도로
- 국도 제170호선 (일본)(일본어판)
- 국도 제310호선 (일본)(일본어판)
- 국도 제371호선 (일본)(일본어판)

## 인구
| 연도 | 인구    | ±%     |
| ---- | ------- | ------ |
| 1920 | 18,034  | —      |
| 1930 | 19,690  | +9.2%  |
| 1940 | 22,523  | +14.4% |
| 1950 | 30,681  | +36.2% |
| 1960 | 34,399  | +12.1% |
| 1970 | 51,994  | +51.1% |
| 1980 | 78,572  | +51.1% |
| 1990 | 108,767 | +38.4% |
| 2000 | 121,008 | +11.3% |
| 2010 | 112,518 | −7.0%  |
| 2020 | 101,692 | −9.6%  |